# Кувандик
Кувандик (рус. Кувандык) град је у Русији у Оренбуршкој области. Према попису становништва из 2010. у граду је живело 26169 становника.

## Становништво
| 1939.  | 1959.  | 1970.  | 1979.  | 1989.  | 2002.  | 2010.  |
| ------ | ------ | ------ | ------ | ------ | ------ | ------ |
| 11.200 | 21.383 | 22.914 | 25.090 | 28.339 | 28.679 | 26.169 |